# Fawn River (Severn River)
Der Fawn River ist ein etwa 380 km langer rechter Nebenfluss des Severn River.
Er befindet sich im Kenora District im Nordwesten der kanadischen Provinz Ontario. Seinen Ursprung hat der Fluss in einem namenlosen See 20 km westlich des Big Trout Lake auf einer Höhe von etwa 215 m. Er durchfließt den Fawn Lake, den Big Trout Lake und den Angling Lake. Dort liegt die Siedlung Angling Lake am linken Flussufer. Der Fawn River fließt weiter nach Norden und erreicht nach weiteren 285 km den Severn River, etwa 100 km oberhalb dessen Mündung in die Hudson Bay. 
Entlang dem Oberlauf des Fawn River erstreckt sich der 121,34 km² große Fawn River Provincial Park, der an der Übergangszone zwischen borealem und subarktischem Wald liegt.